# Сысолятин, Владимир Петрович
Владимир Петрович Сысолятин (род. 25 мая 1957, Котельнич, Кировская область) — российский политический деятель. Член Совета Федерации Федерального Собрания Российской Федерации от Кировской области.

## Биография
В 1981 году окончил высшее Волчанское авиационное училище летчиков СССР, а десять лет спустя — Нижегородский социально-политический институт.
Указом губернатора Кировской области Игоря Васильева с 23 марта 2021 года Владимир Петрович Сысолятин назначен исполняющим обязанности министра промышленности, предпринимательства и торговли Кировской области. 

### Совет Федерации
Член Совета Федерации Федерального Собрания Российской Федерации от Кировской области с января по ноябрь 2002 года. Представлял в СФ исполнительный орган государственной власти Кировской области.